# خولاه
خولاه (به لاتین: Khvolah) یک منطقهٔ مسکونی در افغانستان است که در ولایت بامیان واقع شده‌است.